# Achille Varzi (Rennfahrer)

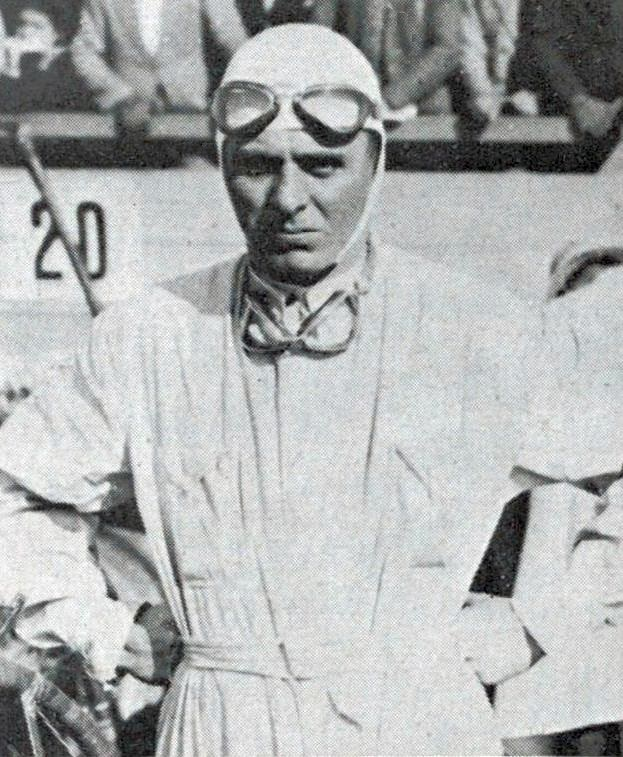
Achille Varzi 1930 in Monza

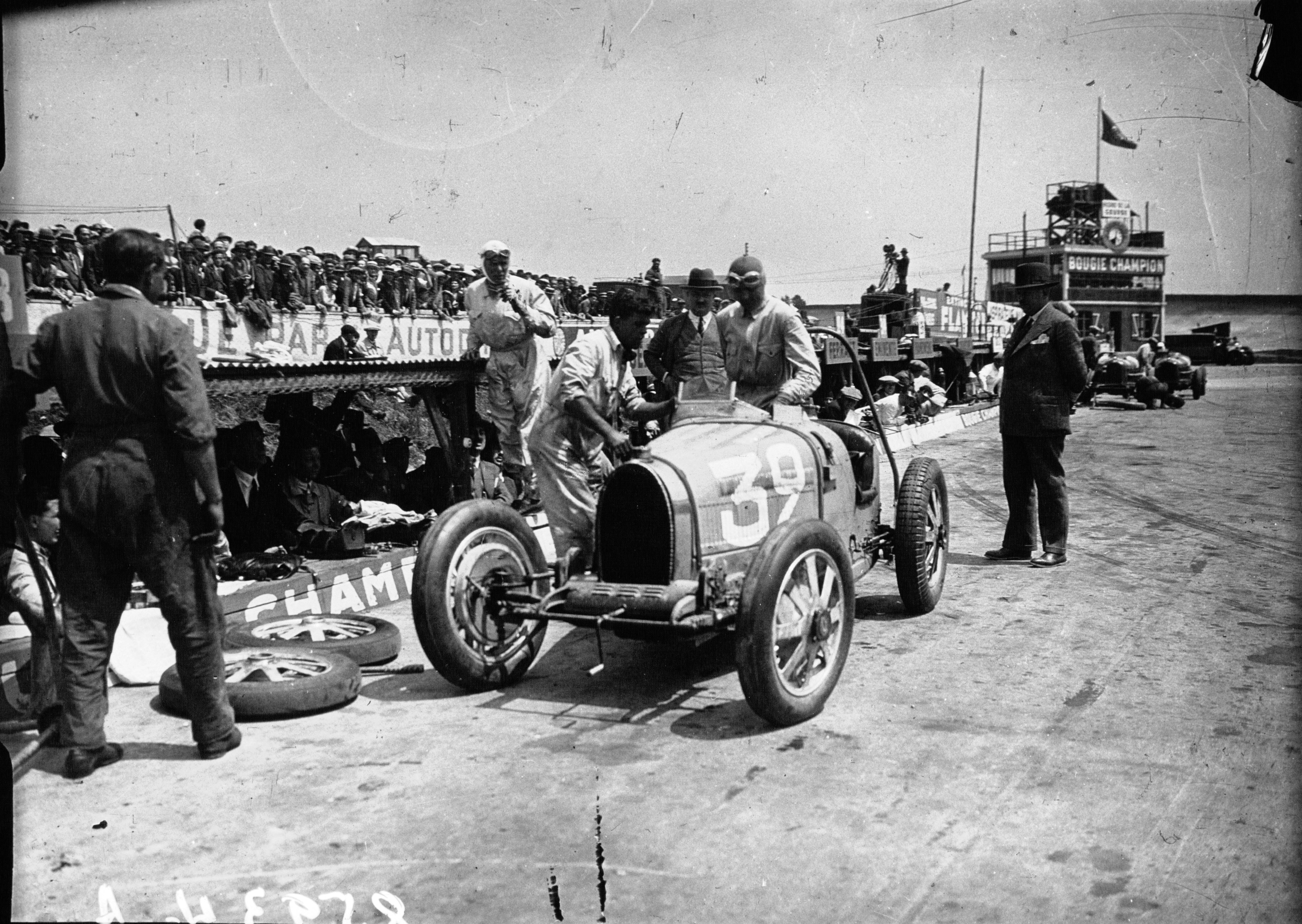
Boxenstopp von Achille Varzi und Louis Chiron beim Großen Preis von Frankreich 1931

Achille Varzi (* 8. August 1904 in Galliate; † 1. Juli 1948 in Bern, Schweiz) war ein italienischer Motorrad- und Automobilrennfahrer.

## Karriere
Achille Varzi war einer der besten Fahrer der frühen 1930er-Jahre, doch sein Schicksal war es, der Verlierer im Zweikampf mit Tazio Nuvolari zu sein. Die Duelle Varzi–Nuvolari mobilisierten die Massen. Im Gegensatz zu Nuvolari, dessen Karriere mit Unfällen und Knochenbrüchen gesät war, hatte Varzi, dessen Fahrstil kühl, berechnend und perfektionistisch war, in seiner Laufbahn nur zwei Unfälle; bei dem zweiten starb er.
In den 1920er-Jahren begann Achille Varzi seine Karriere wie viele andere Rennfahrer mit Motorradrennen. 1923 gewann er auf Garelli fünf der zwölf Wertungsläufe zur Italienischen Straßenmeisterschaft und wurde vor Isacco Mariani italienischer 350-cm³-Meister. 1924 wurde er auf Sunbeam hinter Tazio Nuvolari Zweiter der italienischen Meisterschaft in der Halbliterklasse. 1926 gewann er auf Sunbeam den italienischen Meistertitel der Halbliterklasse. 1929 wurde er ex aequo mit Terzo Bandini hinter Mario Colombo Vizemeister in der 500er-Kategorie, 1930 musste Varzi Bandini den Vortritt lassen.
Ab 1928 startete Varzi parallel zum Motorradsport auch bei Automobilrennen und bereits 1929 gewann er drei Grands Prix auf Alfa Romeo P2. 1930 siegte er auf Alfa Romeo unter anderem bei der Targa Florio und gewann auf Maserati die Coppa Acerbo in Pescara, den Großen Preis von Monza und im spanischen San Sebastián. Von 1931 bis 1933 startete Varzi für das Bugatti-Team. Seine größten Erfolge waren Siege beim Grand Prix von Frankreich 1931 sowie bei den Großen Preisen von Monaco und Tripoli 1933. Wieder auf Alfa Romeo gewann er 1934 einige weitere Rennen, darunter die Mille Miglia.
Zur Saison 1935 wurde Achille Varzi von der Auto Union AG verpflichtet, was einen Knick in seiner Karriere bedeutete. Durch Stallorder zurückgesetzt, weil die deutschen Politiker lieber einen deutschen Fahrer siegen sahen, suchte er Trost in Drogen und Frauengeschichten. Mehrfach bewies er dennoch, dass er zu den wenigen Fahrern gehörte, die die schwierig zu fahrenden Grand-Prix-Wagen der Auto Union perfekt beherrschten. 1935 gewann Varzi den Großen Preis von Tunesien und die Coppa Acerbo in Pescara. 1936 siegte er vor dem Teamkollegen Hans Stuck beim Grand Prix von Tripoli. Ab 1937 trat Varzi nur noch sporadisch zu Rennen an. Nachdem die Auto Union seinen Vertrag zunächst nicht verlängert hatte, erhielt er im September 1937 eine letzte Gelegenheit beim Grand Prix von Italien. Im Training war Varzi schneller als Bernd Rosemeyer auf dem gleichen Fahrzeug, im Rennen erzielte er Platz sechs.
1946 feierte Achille Varzi ein großartiges Comeback für das Alfa-Romeo-Werksteam, er gewann den Gran Premio di Torino und erreichte einige weitere Plätze unter den ersten drei.
Beim Training zum Grand Prix der Schweiz verunglückte Varzi am 1. Juli 1948 auf der Bremgarten-Rundstrecke auf regennasser Strecke tödlich.

## Galerie

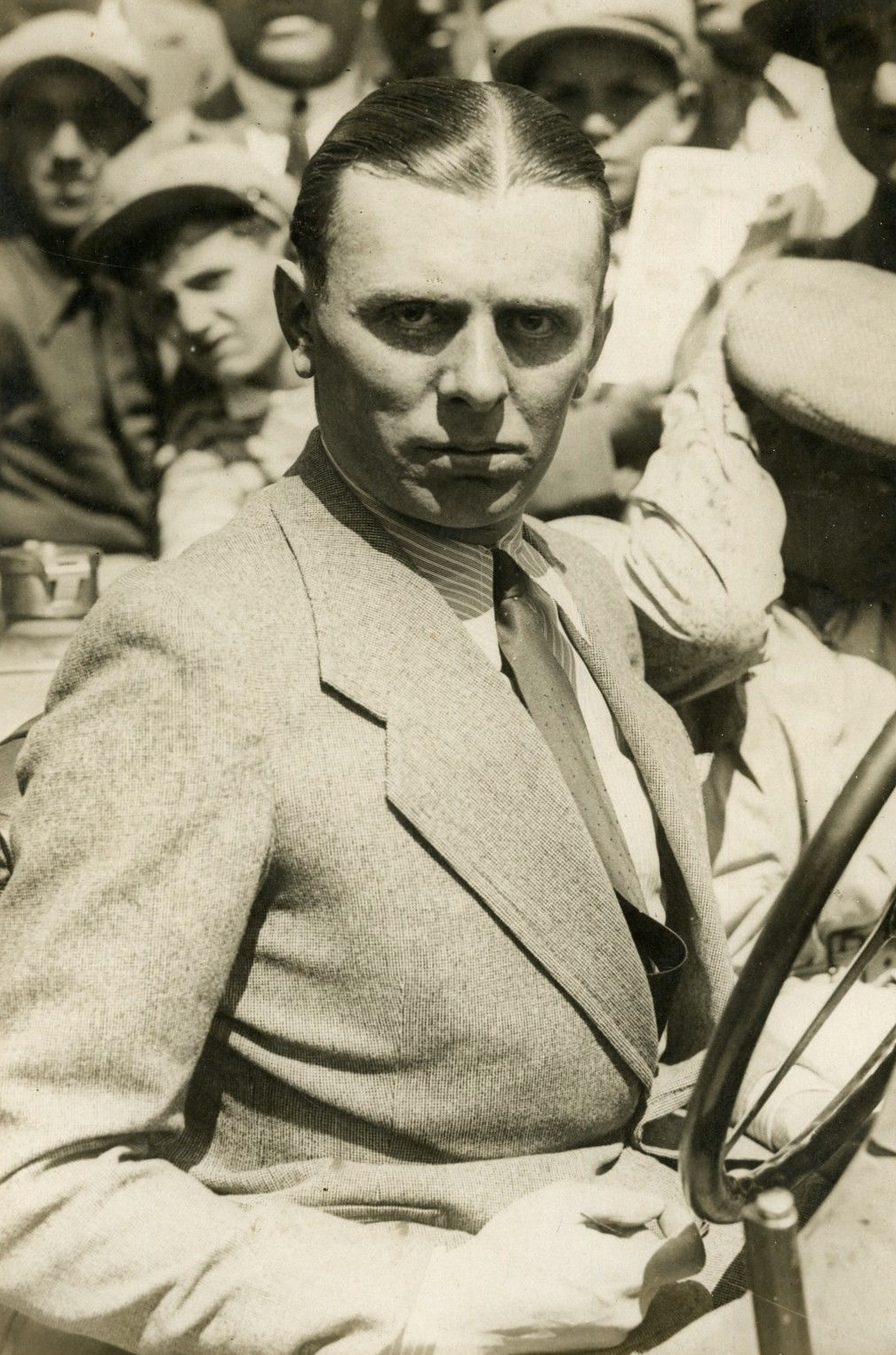
Achille Varzi 1931
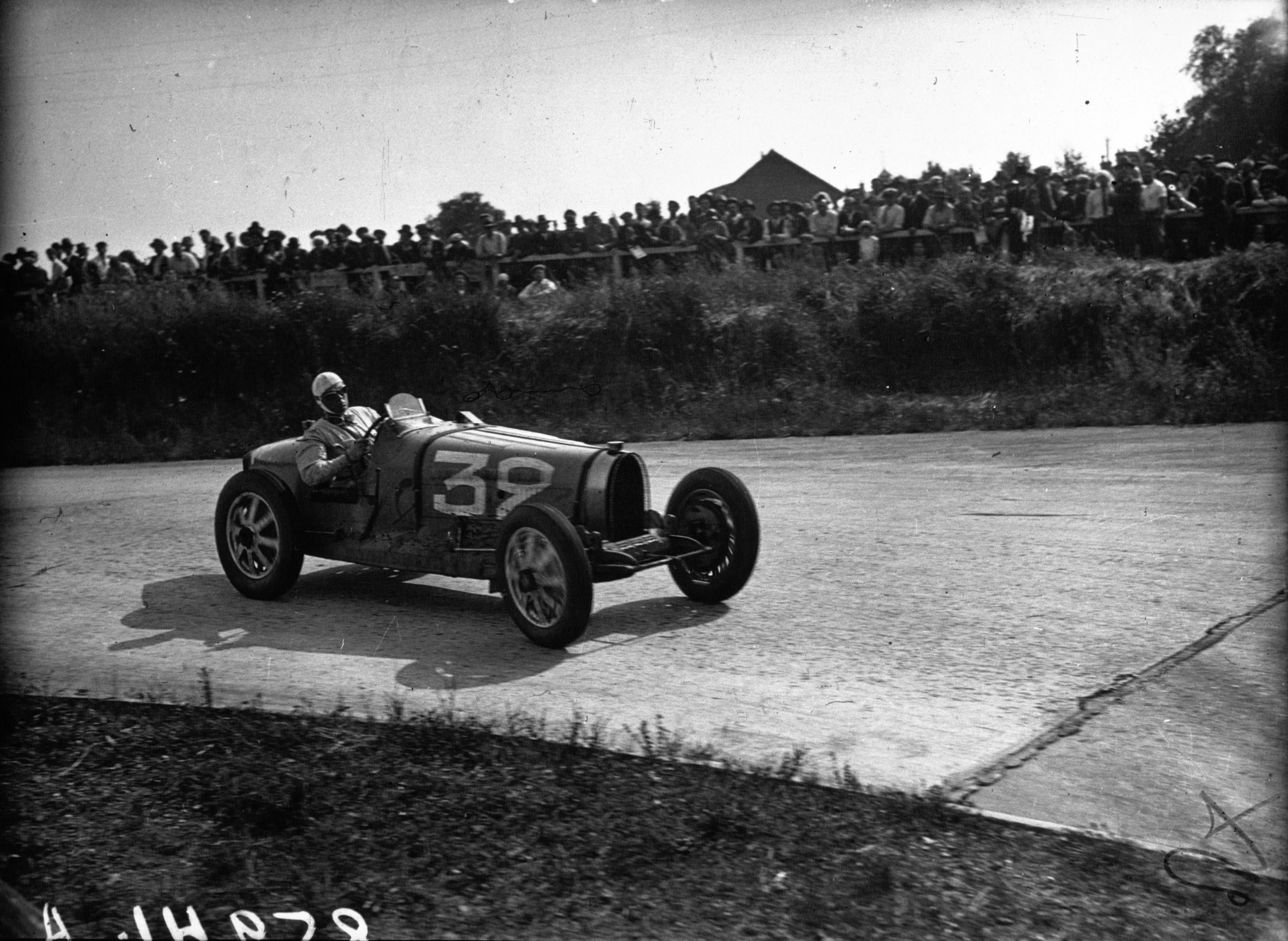
Im Bugatti beim Großen Preis von Frankreich 1931
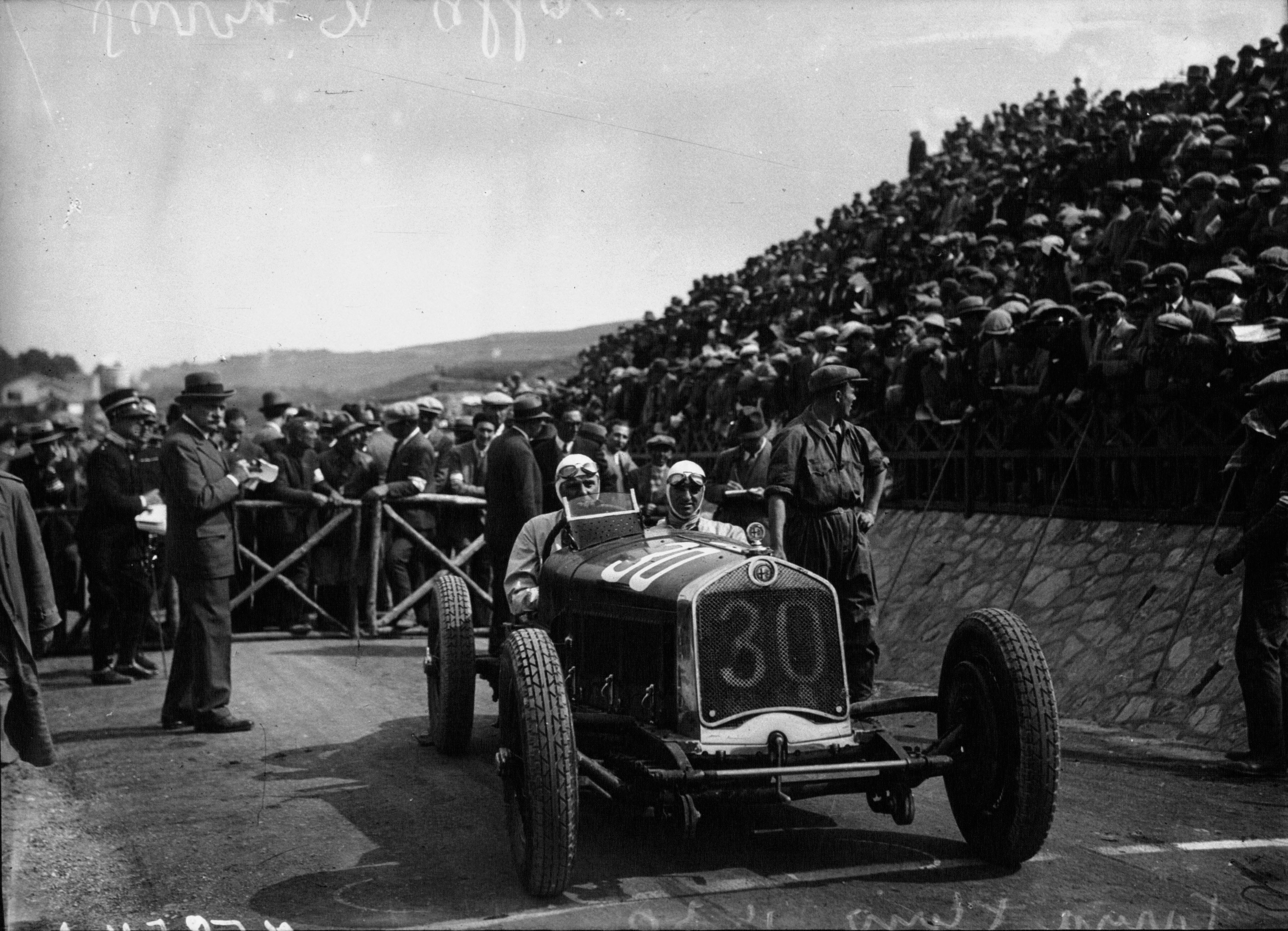
Im Alfa Romeo bei der Targa Florio 1930
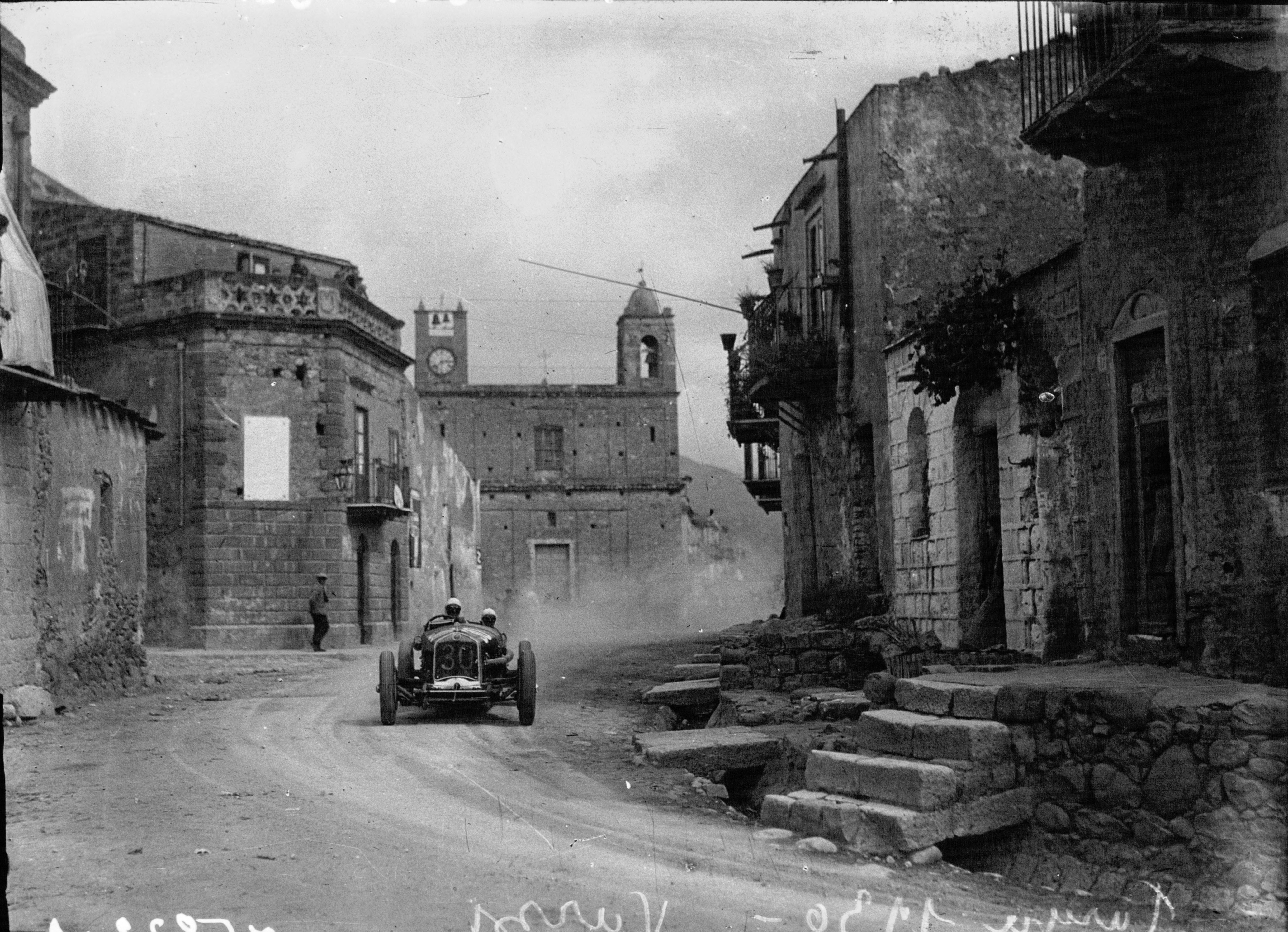
Bei der Targa Florio 1930
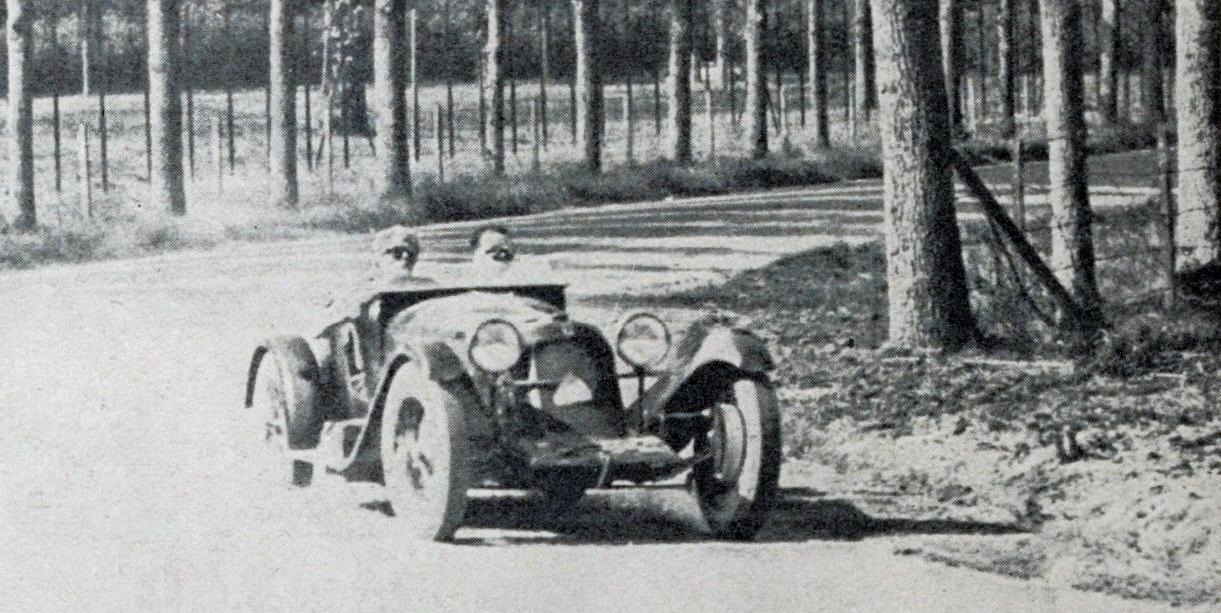
Im Maserati 1930 in San Sebastian
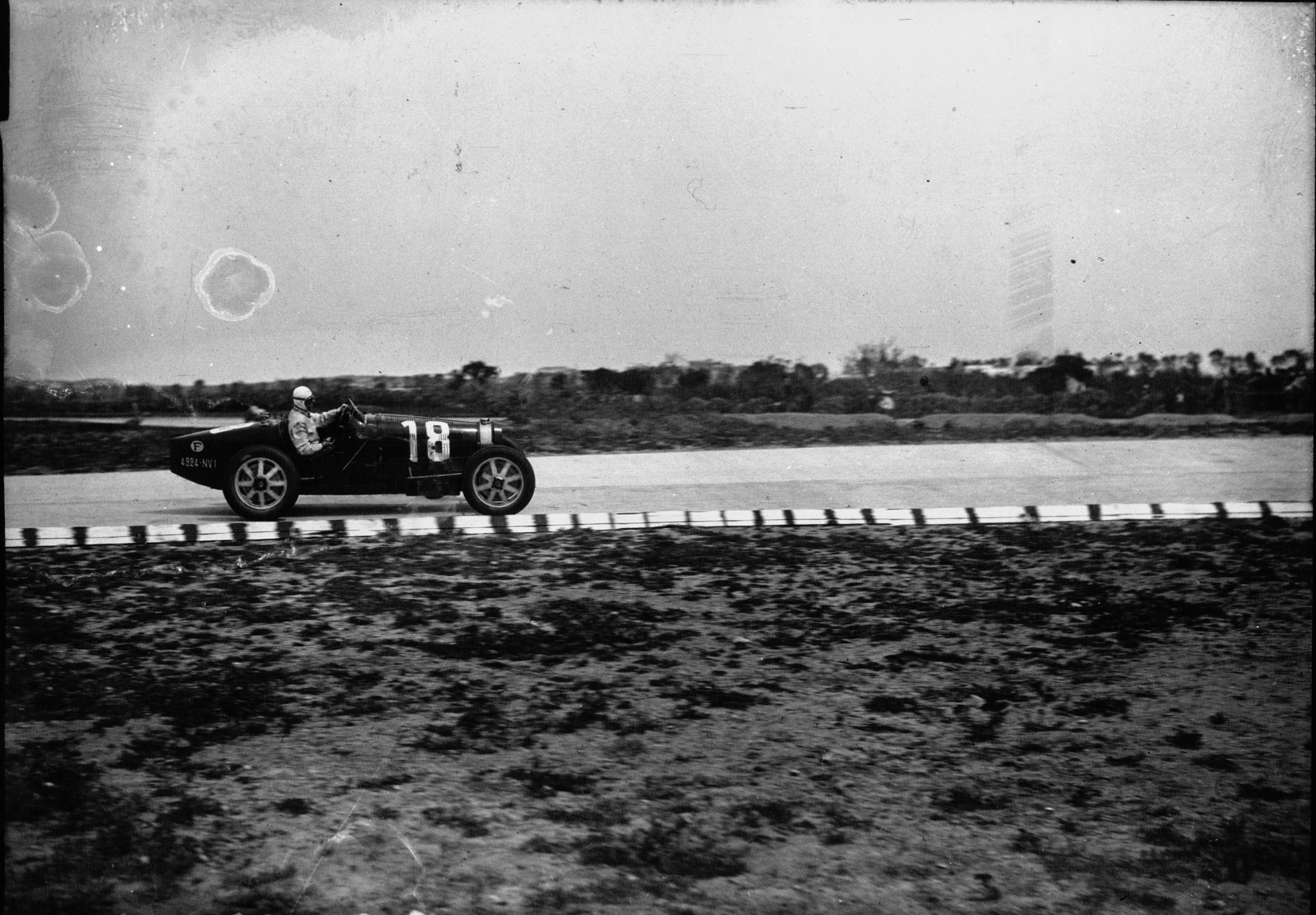
Beim Großen Preis von Tunis 1932
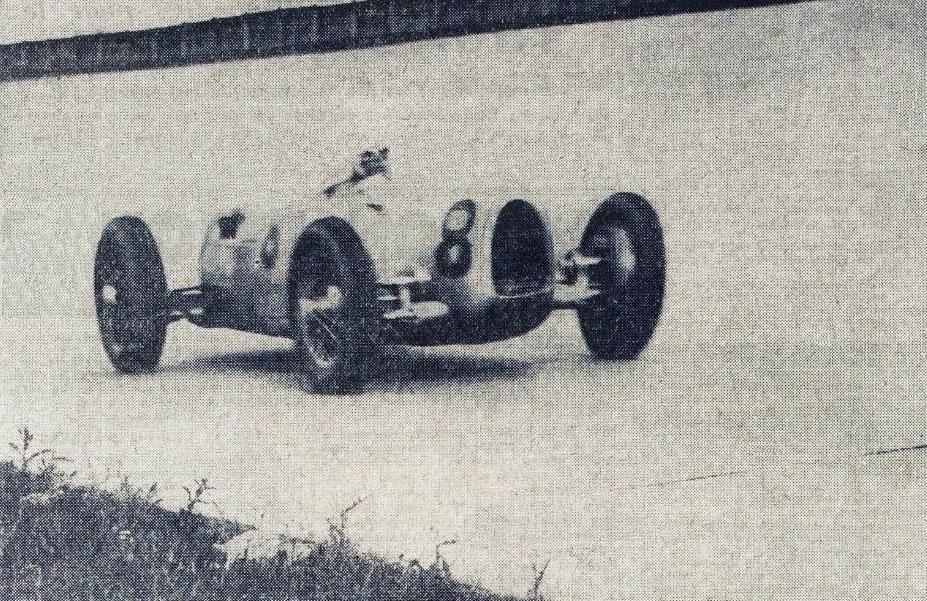
1935 im Auto Union

## Statistik

### Motorradsport

#### Titel
- 1923 – italienischer 350-cm³-Meister auf Garelli
- 1926 – italienischer 500-cm³-Meister auf Sunbeam

### Automobilsport

#### Vorkriegs-Grands-Prix-Ergebnisse
| Saison | Team                       | Wagen                     | 1   | 2   | 3   | 4   | 5   | 6   | 7   | Punkte | Position |
| ------ | -------------------------- | ------------------------- | --- | --- | --- | --- | --- | --- | --- | ------ | -------- |
| 1931   | Automobiles Ettore Bugatti | Bugatti T51               |     |     |     |     |     |     |     | 13     | 6. 1     |
| 1931   | Automobiles Ettore Bugatti | Bugatti T51               | Ret | 1   | Ret |     |     |     |     | 13     | 6. 1     |
| 1932   | Automobiles Ettore Bugatti | Bugatti T54 / Bugatti T51 |     |     |     |     |     |     |     | 21     | 16.      |
| 1932   | Automobiles Ettore Bugatti | Bugatti T54 / Bugatti T51 | Ret | Ret | DNS |     |     |     |     | 21     | 16.      |
| 1933   | Automobiles Ettore Bugatti | Bugatti T59 / Bugatti T51 |     |     |     |     |     |     |     | —      | —        |
| 1933   | Automobiles Ettore Bugatti | Bugatti T59 / Bugatti T51 | 1   | DNA | 2   | DNA | 4   |     |     | —      | —        |
| 1934   | Scuderia Ferrari           | Alfa Romeo Tipo B/P3      |     |     |     |     |     |     |     | —      | —        |
| 1934   | Scuderia Ferrari           | Alfa Romeo Tipo B/P3      | 6   | 2   | DNF | DNF | DNF | 5   |     | —      | —        |
| 1935   | Auto Union AG              | Auto Union Typ B          |     |     |     |     |     |     |     | 39     | 8.       |
| 1935   | Auto Union AG              | Auto Union Typ B          |     | 5   |     | 8   | 4   | DNF | DNF | 39     | 8.       |
| 1936   | Auto Union AG              | Auto Union Typ C          |     |     |     |     |     |     |     | 19     | 4.       |
| 1936   | Auto Union AG              | Auto Union Typ C          | 2   |     | 2   | DNF |     |     |     | 19     | 4.       |
| 1937   | Auto Union AG              | Auto Union Typ C          |     |     |     |     |     |     |     | 36     | 20.      |
| 1937   | Auto Union AG              | Auto Union Typ C          |     | 6   |     |     |     |     |     | 36     | 20.      |
| 1938   | Officine A. Maserati       | Maserati 8CTF             |     |     |     |     |     |     |     | —      | —        |
| 1938   | Officine A. Maserati       | Maserati 8CTF             | DNA |     |     |     |     |     |     | —      | —        |

| Legende  | Legende                                                                   | Legende                                                                   |           |
| Farbe    | Bedeutung                                                                 | Bedeutung                                                                 | EM-Punkte |
| -------- | ------------------------------------------------------------------------- | ------------------------------------------------------------------------- | --------- |
| Gold     | Sieg                                                                      | Sieg                                                                      | 1         |
| Silber   | 2. Platz                                                                  | 2. Platz                                                                  | 2         |
| Bronze   | 3. Platz                                                                  | 3. Platz                                                                  | 3         |
| Grün     | Klassifiziert, mehr als 75% der Renndistanz zurückgelegt                  | Klassifiziert, mehr als 75% der Renndistanz zurückgelegt                  | 4         |
| Blau     | nicht punkteberechtigt, zwischen 50% und 75% der Renndistanz zurückgelegt | nicht punkteberechtigt, zwischen 50% und 75% der Renndistanz zurückgelegt | 5         |
| Violett  | nicht punkteberechtigt, zwischen 25% und 50% der Renndistanz zurückgelegt | nicht punkteberechtigt, zwischen 25% und 50% der Renndistanz zurückgelegt | 6         |
| Rot      | nicht punkteberechtigt, weniger als 25% der Renndistanz zurückgelegt      | nicht punkteberechtigt, weniger als 25% der Renndistanz zurückgelegt      | 7         |
| Farbe    | Abkürzung                                                                 | Bedeutung                                                                 | EM-Punkte |
| Schwarz  | DSQ                                                                       | disqualifiziert (disqualified)                                            | 8         |
| Weiß     | DNS                                                                       | nicht gestartet (did not start)                                           | 8         |
| Weiß     | DNA                                                                       | nicht erschienen (did not arrive)                                         | 8         |
| sonstige | P/fett                                                                    | Pole-Position                                                             | 8         |
| sonstige | SR/kursiv                                                                 | Schnellste Rennrunde                                                      | 8         |
| sonstige | DNF                                                                       | Rennen nicht beendet (did not finish)                                     | 8         |

#### Le-Mans-Ergebnisse
| Jahr | Team           | Fahrzeug     | Teamkollege  | Platzierung | Ausfallgrund  |
| ---- | -------------- | ------------ | ------------ | ----------- | ------------- |
| 1931 | Equipe Bugatti | Bugatti T50S | Louis Chiron | Ausfall     | zurückgezogen |